# 金日成バッジ

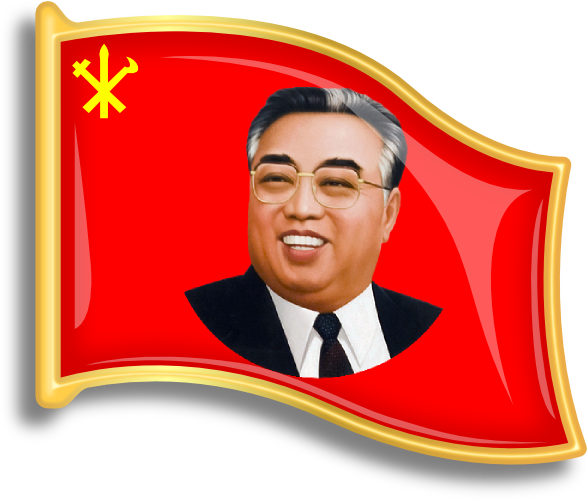
金日成バッジ

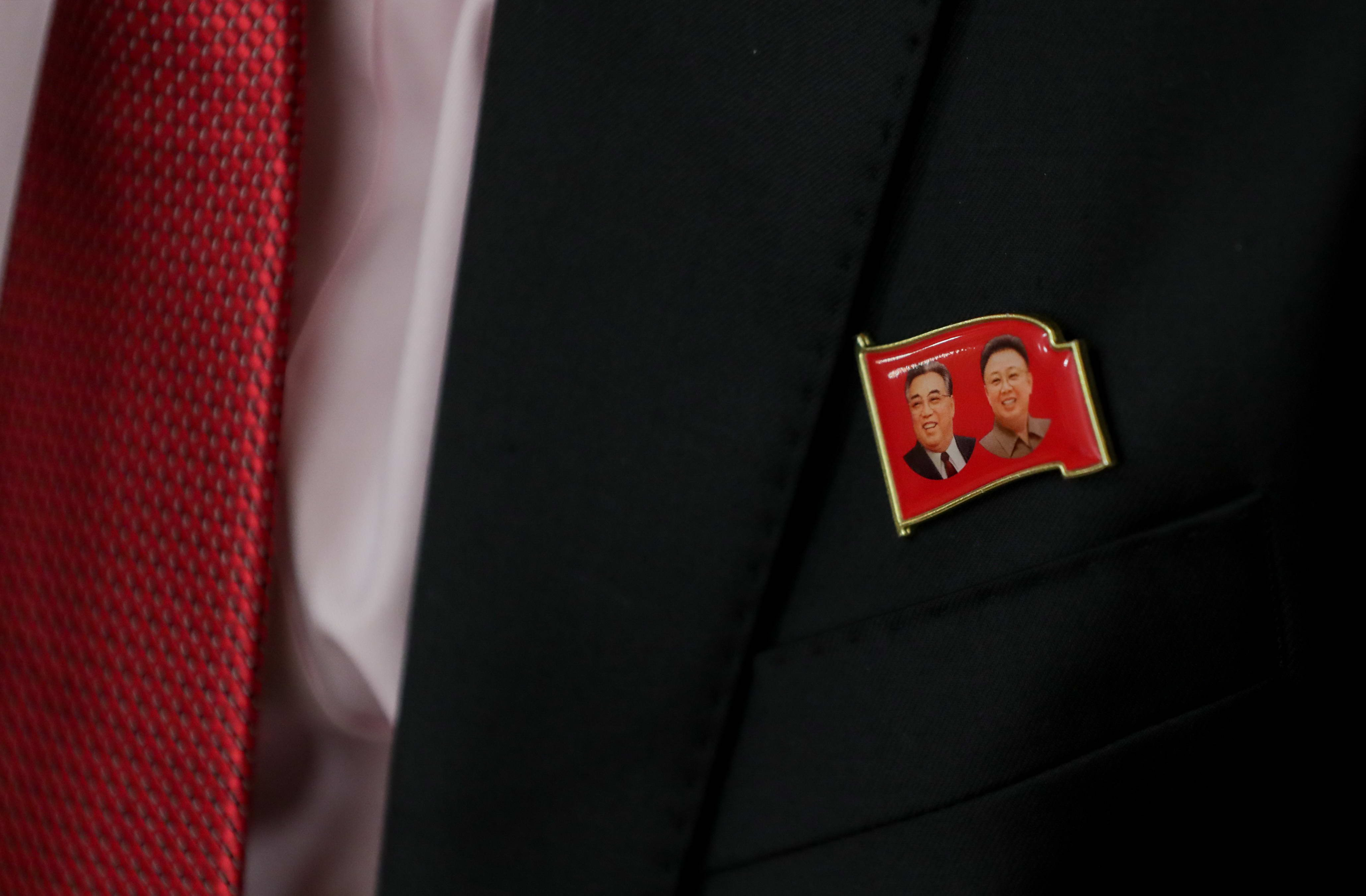
ジャケットの胸ポケットの左上に佩用した例。このバッジは金日成と金正日が並んだデザインをしている。

金日成バッジ（キム・イルソン バッジ、朝鮮語: 김일성 배지）とは、朝鮮民主主義人民共和国の国民が着けている、国家主席金日成の肖像がデザインされたバッジである。

## 概要
現在通常、北朝鮮の人民は軍人・民間人、公私を問わず一定の年齢になると、ほぼ1つを左胸に必ず佩用している。北朝鮮では「肖像徽章」（초상휘장）と呼ばれる。
肖像徽章のデザイン及び製造は平壌直轄市にある万寿台創作社で行われている。
旧ソ連やそのほかの東側諸国でも指導者の肖像の入ったバッジが作られてきたように、金日成の肖像がデザインされたバッジ自体は様々な物が1950年代から製作されてきたが、1970年代頃に中国の文化大革命で毛主席語録とともに世界に喧伝された毛沢東バッジの影響を受けて、日常でも付けられるような物が登場した。単純な円形の物、所属団体を示す物、党大会などの記念品など、様々な形状・大きさ・種類がある。また、在日朝鮮人の幹部などに渡された、一般より大型のバッジもある。
金正日のバッジも1990年代頃から色々なバリエーションが製作された一方であまり佩用されていなかったが、金正日の死去後、人民の間では金日成バッジと金正日バッジを2つ並列して付けるという事が行われるようになり、更には2人の肖像（太陽像）がデザインされた物も登場した。
北朝鮮社会を象徴する物の一つであり、外国人からはお土産品としての人気も高くコレクターも多い一方で、中国製の偽物も多く作られている。外国人の場合、基本的に北朝鮮旅行での入手は不可能と言われ、海外に流出した物、関係者が手放した物をインターネットオークションや中朝国境の市場などで入手する事となる。一部の北朝鮮を称賛する政治団体などに所属する人物の場合、北朝鮮現地で案内員や住民などから譲渡され、入手できた事もあるという。

## 種類
デザインされた金日成・金正日の肖像には時期によって軍服の肖像、人民服の肖像、背広の肖像、晩年の太陽像と呼ばれる肖像の物がある。
金正日の肖像も様々な物があったが、死去後は晩年のジャンパー姿の太陽像と呼ばれる物が一般的となった。
旗型
現在普及しているのは、朝鮮労働党の赤旗を模った物。かつては党幹部を示すバッジであった。左上に朝鮮労働党の槌とハンマーと筆のマークが黄色くデザインされている。現在作られている双像（金日成、金正日の2人を示す）のタイプはより大きな旗型の物である。旗型には北朝鮮の国旗色にプリントされたものがある。
モクラン型
円形で下部にモクランがデザインされた物。90年代までは多くの人民が着けていた普及版である。モクランではなく月桂樹の物もある。
青年前衛章
金日成・金正日主義青年同盟の団員である主に青年層の住民がつける物。扇型のような赤色の旗型で肖像の下部には青年前衛のチョソングルが入っている。旧ソ連のコムソモールの団員章がモチーフとなっている。
円形
円形で肖像のみのデザインの物、花の絵柄が下部にデザインされたもの、後光型になっている物などがある。
その他
主に70年代-80年代には、長方形、正方形、円形、星形など多くのバリエーションが作成された。
また、金日成の肖像が載っているバッジには金のみのもの以外に、金＋毛沢東、金＋毛沢東＋スターリンのものが、北朝鮮や中国で、特に朝鮮戦争の時期に作製され、関係者に配られている。

## 佩用方法
殆どの場合左胸に佩用する。男性の背広の場合は左襟に付けられる事もある。勲章・メダルを佩用する場合でも左胸のそれらよりも高い位置に取り付ける。
冬季に着る防寒服、コートの類には付けず、中に着ている服に付ける。作業服や下着姿などでもあまり付ける事はない。
軍人の場合戦闘・演習時にはあまり付けないが、勤務時はやはり左胸に佩用している。

## その他
北朝鮮を訪れる旅行者に対しては、案内員と呼ばれるガイドから「北朝鮮住民の佩用しているバッジを指差してはいけない」などの取り扱いの注意がなされる場合がある（そもそも北朝鮮において肖像画や銅像などを指差す行為自体が不敬であるとされる）。
また金日成バッジが北朝鮮での身分制度である出身成分を示す物であるという証言・主張があるが定かではない。
様々な種類の物が作られてきた中で結果的に身分を示す側面も持ち合わせるようになり、脱北者や一部の北朝鮮旅行者、滞在者の証言では旗型のバッジが朝鮮労働党党幹部を示すバッジとして持て囃されていた時期もあった。
バッジには専用の化粧箱などが付属している物もある。